# Попеску, Габриэл
Габриэл Попеску (рум. Gabriel Popescu; 25 декабря 1973, Крайова) — румынский футболист. С 1996 по 1998 год сыграл за национальную сборную Румынии 14 матчей, в которых забил один гол. Также участвовал в чемпионате мира 1998 года.

## Клубная карьера
В профессиональном футболе дебютировал в 1992 году, выступая за команду «Электропутере» (ныне «Каракал»), в которой провёл два сезона, приняв участие в 65 матчах чемпионата. Впоследствии с 1994 по 1997 год играл в составе клуба «Университатя Крайова 1948».
Своей игрой за последнюю команду привлёк внимание представителей тренерского штаба клуба «Саламанка», к составу которого присоединился в 1997 году. В 1998 году перебрался в «Валенсию», сыграл за «летучих мышей» следующий сезон своей игровой карьеры. В том сезоне он был основным игроком «Валенсии». В 1999 году завоевал титул обладателя кубка Испании и Кубка Интертото. В следующем сезоне защищал цвета «Нумансии».
В начале 2000-х вернулся на родину, где представлял «Динамо Бухарест» и «Национал», в составе «Динамо» стал чемпионом Румынии. Под конец карьеры играл за южнокорейский «Сувон Самсунг Блюуингз», куда отправился с одноклубником Славишей Митровичем. В новом клубе он выступал довольно успешно и стал любимцем болельщиков, но в начале 2004 года получил травму. Завершил профессиональную игровую карьеру в клубе «Джеф Юнайтед Итихара Тиба», за который выступал в 2005 году.

## Выступления за сборную
В 1996 году дебютировал в официальных матчах в составе национальной сборной Румынии. В течение карьеры в национальной команде, которая длилась всего три года, провёл в форме главной команды страны 14 матчей, забив один гол.
В составе сборной был участником чемпионата мира 1998 года во Франции, где сыграл все матчи команды, в том числе победную игру против Англии (2:1).

### Статистика за сборную
| Сборная Румынии | Сборная Румынии | Сборная Румынии |
| Год             | Матчи           | Голы            |
| --------------- | --------------- | --------------- |
| 1996            | 3               | 0               |
| 1997            | 4               | 1               |
| 1998            | 7               | 0               |
| Итого           | 14              | 1               |